# Eopsetta jordani
Eopsetta jordani is een  straalvinnige vissensoort uit de familie van schollen (Pleuronectidae). De wetenschappelijke naam van de soort is voor het eerst geldig gepubliceerd in 1879 door Lockington.
De soort staat op de Rode Lijst van de IUCN als niet bedreigd, beoordelingsjaar 2009. De omvang van de populatie is volgens de IUCN stabiel.